# K League 2002
La K League 2002 fue la 20.ª temporada de la K League. Contó con la participación de diez equipos. El torneo comenzó el 7 de julio y terminó el 17 de noviembre de 2002.
El campeón fue Seongnam Ilhwa Chunma, por lo que clasificó a la Copa de Campeones A3 2003. Por otra parte, salió subcampeón Ulsan Hyundai Horang-i.

## Reglamento de juego
El torneo se disputó en un formato de todos contra todos a tres rondas, de manera tal que cada equipo debió jugar dos partidos de local y uno de visitante (o viceversa) contra sus otros nueve contrincantes. Una victoria se puntuaba con tres unidades, mientras que el empate valía un punto y la derrota, ninguno.
Para desempatar se utilizaron los siguientes criterios:
1. Puntos
2. Diferencia de goles
3. Goles anotados
4. Resultados entre los equipos en cuestión

## Tabla de posiciones
| Pos. | Equipo                    | Pts. | PJ | G  | E  | P  | GF | GC | Dif. | Clasificación                              |
| ---- | ------------------------- | ---- | -- | -- | -- | -- | -- | -- | ---- | ------------------------------------------ |
| 1    | Seongnam Ilhwa Chunma (C) | 49   | 27 | 14 | 7  | 6  | 43 | 32 | +11  | Clasificado a la Copa de Campeones A3 2003 |
| 2    | Ulsan Hyundai Horang-i    | 47   | 27 | 13 | 8  | 6  | 37 | 27 | +10  |                                            |
| 3    | Suwon Samsung Bluewings   | 45   | 27 | 12 | 9  | 6  | 40 | 26 | +14  |                                            |
| 4    | Anyang LG Cheetahs        | 40   | 27 | 11 | 7  | 9  | 37 | 30 | +7   |                                            |
| 5    | Chunnam Dragons           | 37   | 27 | 9  | 10 | 8  | 21 | 21 | 0    |                                            |
| 6    | Pohang Steelers           | 36   | 27 | 9  | 9  | 9  | 31 | 34 | −3   |                                            |
| 7    | Jeonbuk Hyundai Motors    | 35   | 27 | 8  | 11 | 8  | 37 | 36 | +1   |                                            |
| 8    | Bucheon SK                | 32   | 27 | 8  | 8  | 11 | 32 | 40 | −8   |                                            |
| 9    | Busan I'Cons              | 26   | 27 | 6  | 8  | 13 | 36 | 45 | −9   |                                            |
| 10   | Daejeon Citizen           | 14   | 27 | 1  | 11 | 15 | 17 | 40 | −23  |                                            |

 Fuente: South Korea 2002

## Campeón
|                                          |
|                                          |
| Campeón Seongnam Ilhwa Chunma 5.º título |